# Vologès III de Pàrtia
Vologès III va ser rei de Pàrtia, primer només de les regions orientals (del 150 al 140) i després de tota Pàrtia del 140 al 147. Era fill de Vologès II i l'any 105, poc abans de la mort de Pacoros II, es va rebel·lar i va obtenir suport a la part oriental del regne, però Osroes I es va fer reconèixer com a successor a la part occidental.
Durant els següents 35 anys va estar en guerra contra el seu rival Osroes I, germà i successor de Pacoros i després contra Mitridates IV, germà i successor d'Osroes I.
Durant la campanya de Trajà a Pàrtia (115-117), va haver de fugir de les seves capitals, Selèucia del Tigris i Ctesifont que van ocupar els generals romans Marc Eruci Clar i Tiberi Juli Alexandre Julià, i les van arrasar. Ha d'acceptar el protectorat romà sobre Armènia i la fragmentació del regne per part de Roma amb la creació de les províncies romanes d'Adiabene i de Síria i va convertir en vassall al regne de Caracene al fons del golf Pèrsic. L'emperador romà també va intentar oposar-s'hi a la mateixa Pàrtia amb un tal Partamaspades que es va presentar com el fill d'Osroes I (116). Després de la sobtada desaparició de Trajà el 7 d'agost de 117, el rei part també es va poder beneficiar de la pau avantatjosa negociada l'any 123 per Osroes I amb Hadrià, que va renunciar a la majoria de les conquestes del seu predecessor Trajà i va fixar la frontera del dos imperis a l'Eufrates.
A la mort de Mitridates IV l'any 140 la noblesa va ser quasi unànime a reconèixer-lo com a rei, però encara es va revoltar un personatge desconegut, a les regions iranianes, mentre els alans atacaven Atropatene i Armènia (van arribar fins a Capadòcia). La rebel·lió va ser dominada probablement en poc temps i les incursions dels alans es van contenir com es va poder.
Vologès III va morir l'any 147 i el va succeir el seu fill Vologès IV, que algunes fonts diuen que era fill de Mitridates IV.